# 含光劍
含光劍，中國传说的一把名劍。为春秋衛國人孔周所藏，记载于《列子·湯問》孔周另有的两把剑是承影、宵練，都于殷商時所鑄。